# Sylvan Beré
Sylvan Beré, egentligen Aina Sylvan Jansson, född Bergström 11 december 1913 i Arbrå församling i Gävleborgs län, död 9 maj 2010 i Södertälje, Stockholms län, var en svensk sångerska.
Sylvan Beré gifte sig 1940 med Sven Gerhard Jansson (1910–1947) från Eskilstuna  och var under många år bosatt i Södertälje. Hon är gravsatt i minneslunden på Södertälje kyrkogård.
Hennes dödsannons publicerades i Svenska Dagbladet den 5 juni 2010 under namnet Sylvan Beré Jansson.

## Filmografi
- 1938 – Musik och teknik (kortfilm)
- 1950 – Askungen

## Exempel ur schlagerrepertoaren
- 1936 – "På ett litet moln i sjunde himlen"
- 1937 – "När du och jag blir gamla"